# Trisetella
Trisetella é um género botânico pertencente à família das orquídeas (Orchidaceae). Foi proposto por Luer em Phytologia 47: 57, em 1980, em substituição ao gênero Triaristella, publicado por Brieger, cujo nome já estava tomado por um gênero de fósseis. A espécie tipo é a Trisetella triaristella, anteriormente publicada por Reichenbach como Masdevallia triaristella. O nome vem do latim trisetellus, que significa com três pequenas cerdas, uma referência às caudas presentes nas sépalas de suas flores.
Trisetella compreende cerca de vinte pequenas espécies, que formam um grupo bastante homogêneo, facilmente reconhecível, distribuído da América Central ao Norte do Brasil e Bolívia, apenas uma espécie presente no Brasil.
São plantas epífitas, em regra de crescimento cespitoso. Apresentam ramicaules curtos, e folhas estreitas e alongadas, algumas vezes semiteretes. Sua inflorescência é racemosa, com poucas flores que abrem em sucessão.
As flores geralmente apresentam sépalas de extremidade caudada, mais ou menos carnosa, que algumas vezes começa no ápice da sépala, outras vezes perto dele, as laterais concrescidas formando uma sinsépala. As pétalas são pequenas e o labelo apresenta um par de carenas baixas no disco, e delgada fixação ao pé da coluna, ladeada por dois pequenos lobos pertencentes ao labelo. A antera é ventral, parcialmente recoberta pelo ápice da coluna e contém duas polínias.